# Епиона
Епиона (грч. Ἠπιόνη) је у грчкој митологији била Меропова кћерка и Асклепијева супруга.

## Митологија
Сматрана је богињом „умирења бола“. Епиона је са Асклепијем имала два сина о којима је писао Хомер; Махаона и Подалирија. Међутим, према другим изворима, имали су још деце, који су углавном били персонификација моћи свог оца. То су били: Јаниск, Алексанор, Арат, Хигиеја, Егла, Јасо и Панакеја.